# Stratospongilla clementis
Stratospongilla clementis är en svampdjursart som först beskrevs av Annandale 1909.  Stratospongilla clementis ingår i släktet Stratospongilla och familjen Spongillidae. Inga underarter finns listade i Catalogue of Life.